# Colmenar (kommun)
Colmenar är en kommun i Spanien.   Den ligger i provinsen Provincia de Málaga och regionen Andalusien, i den södra delen av landet, 400 km söder om huvudstaden Madrid. Antalet invånare är 3 624. Arean är 66 kvadratkilometer. Colmenar gränsar till Málaga, Alfarnatejo, Casabermeja, Antequera, Villanueva del Rosario, Alfarnate, Ríogordo och Comares. 
Terrängen i Colmenar är kuperad.